# Xa lộ Liên tiểu bang 35
Xa lộ Liên tiểu bang 35 (tiếng Anh: Interstate 35 hay viết tắt là I-35) là một xa lộ liên tiểu bang bắc-nam tại miền Trung Hoa Kỳ. I-35 kéo dài từ thành phố Laredo tiểu bang Texas trên biên giới giữa Hoa Kỳ và México đến thành phố Duluth tiểu bang Minnesota tại Xa lộ Minnesota 61 (Lộ London) và Phố 26 Đông. Nhiều xa lộ liên tiểu bang trước kia từng có hai nhánh hoặc có đường nhánh ngắn được biểu thị bằng đuôi mẫu tự (N/S/E/W) nhưng I-35 là xa lộ liên tiểu bang duy nhất vẫn còn có những hình thức như vậy. Tại hai đoạn xa lộ và cả hai đoạn này đều đi qua các thành phố sinh đôi, xa lộ I-35 tách ra thành Xa lộ Liên tiểu bang 35E (khi đi qua Dallas và St. Paul) và Xa lộ Liên tiểu bang 35W (khi đi qua Fort Worth và Minneapolis).
Xa lộ Liên tiểu bang 35 không trực tiếp nối đến biên giới quốc tế ở cả hai đầu bắc nam. Đầu phía nam của I-35 là một hệ thống đèn giao thông tại Laredo, Texas nằm gần biên giới Hoa Kỳ-Mexico. Người lái xe đi về hướng nam có thể dùng một trong số hai cầu thu phí ngang sông Rio Grande và biên giới Mexico — đi thẳng về phía trước lên Cầu Quốc tế Juarez-Lincoln hay qua ngã Xa lộ Thương mại Liên tiểu bang 35 đi qua phố trung tâm Laredo lên Cầu Quốc tế Gateway to the Americas. Ở đầu phía bắc, I-35 kết thúc tại thành phố Duluth tiểu bang Minnesota. Tại đây có các xa lộ kết nối đến Canada qua ngã Xa lộ Tiểu bang Minnesota 61 đến Grand Portage hay lên phía bắc đến biên giới tại International Falls qua ngã Quốc lộ Hoa Kỳ 53 từ Duluth.

## Mô tả xa lộ
|           | dặm  | km   |
| --------- | ---- | ---- |
| Texas     | 505  | 813  |
| Oklahoma  | 235  | 378  |
| Kansas    | 234  | 377  |
| Missouri  | 114  | 183  |
| Iowa      | 218  | 351  |
| Minnesota | 259  | 416  |
| Tổng cộng | 1565 | 2518 |

### Texas

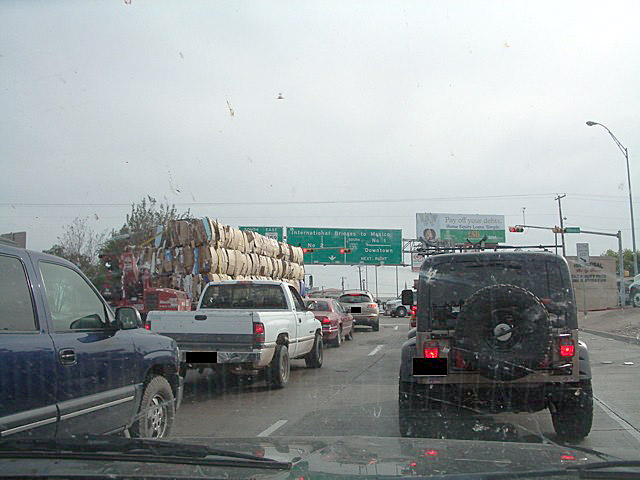
Xa lộ Liên tiểu bang 35 kết thúc tại hệ thống đèn giao thông này nằm trong thành phố Laredo, Texas

Xa lộ Liên tiểu bang 35 chiều hướng bắc bắt đầu tại thành phố Laredo, Texas, ở phía bắc sông Rio Grande và biên giới quốc tế với México. Qua các quận Webb, La Salle, và Frio, nó gần như đi theo hướng bắc-đông bắc, đi lệch theo hướng đông bắc hơn quanh thành phố Moore. Sau đó nó cắt ngang các góc của Quận Medina và Quận Atascosa trước khi vào Quận Bexar và thành phố San Antonio, Texas.
Xa lộ Liên tiểu bang 35 có tên là Xa lộ Pan-American tại San Antonio. Tại đây, nó có 1 đoạn ngắn trùng với cả Xa lộ Liên tiểu bang 10 và Xa lộ Liên tiểu bang 410, và phục vụ những điểm đầu phía bắc của Xa lộ Liên tiểu bang 37. I-35 ra khỏi thành phố và hướng về phía bắc đến thủ phủ tiểu bang Texas là thành phố Austin.
Tại Austin, Xa lộ Liên tiểu bang 35 là một xa lộ liên vùng. Đoạn qua thành phố Austin, các làn xe cao tốc trên cao được xây dựng cả hai phía xa lộ cao tốc. Trước khi mở rộng, đoạn đường này có một đường sắt băng qua cùng mặt lộ, là điều hiếm thấy đối với một xa lộ cao tốc. Từ Austin, I-35 đi qua các thành phố Round Rock, Temple và Waco. Tại Waco, I-35 có tên là Xa lộ cao tốc Jack Kultgen. Khung viên của Đại học Texas và Đại học Baylor nằm ngay sát I-35.
I-35 sau đó hướng lên thành phố Hillsboro, là nơi nó tách ra thành hai nhánh là I-35W và I-35E và chạy qua vùng Dallas/Fort Worth. Các mốc đếm dặm chính thức của I-35 vẫn tiếp tục được tính trên nhánh I-35E chạy qua thành phố Dallas. Riêng nhánh I-35W dài khoảng 85 dặm (137 km) mang các mốc đếm dặm riêng của nó với số dặm 0 bắt đầu từ thành phố Hillsboro đến thành phố Denton giống như nó chỉ là một xa lộ vòng của I-35. Tại Dallas, đoạn đường của I-35 nằm ở phía nam I-30 có tên là Xa lộ cao tốc R.L. Thornton. Tên này được dùng tiếp nối cho I-30 khi nó hướng về phía đông. Đoạn đường của I-35 nằm ở phía bắc I-30 thì có tên là Xa lộ cao tốc Stemmons.
Sau khi đi qua vùng Dallas/Fort Worth, hai nhánh của I-35 nhập lại tại Denton. Xa lộ hợp nhất này sau đó tiếp tục đi lên hướng bắc đến Gainesville trước khi vượt sông Red vào tiểu bang Oklahoma.

### Oklahoma

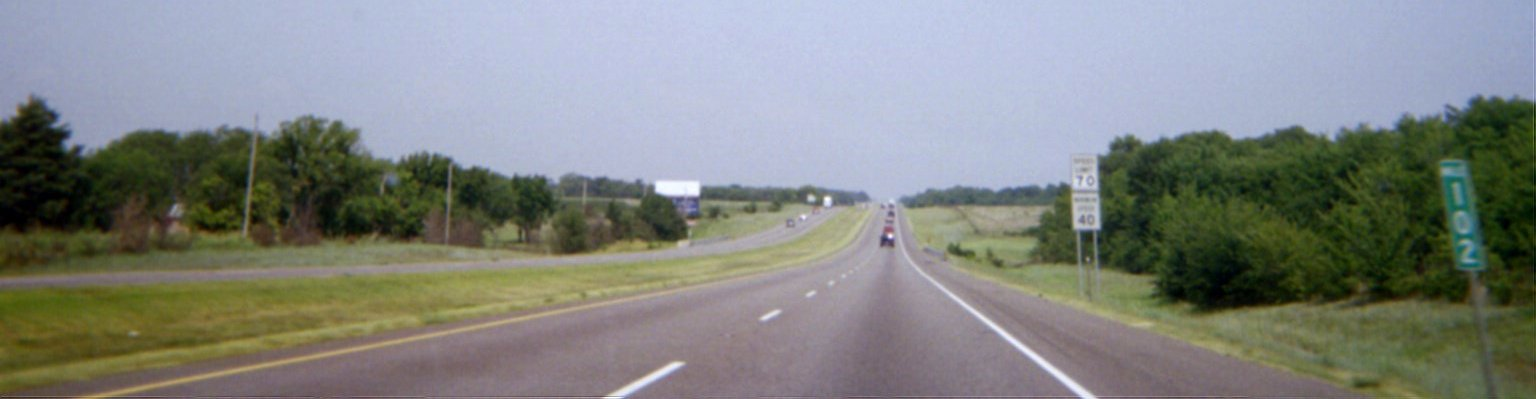
Xa lộ Liên tiểu bang 35 trong thành phố Goldsby, Oklahoma tại mốc dặm số 102.

Tại Oklahoma, I-35 chạy từ sông Red ở ranh giới tiểu bang Texas đến ranh giới tiểu bang Kansas gần thành phố Braman, đi qua nhiều trong số những thành phố lớn của tiểu bang trong đó có Ardmore và các thành phố thuộc Vùng đô thị Thành phố Oklahoma như Norman, Guthrie, Edmond, và thủ phủ cũng là thành phố lớn nhất của tiểu bang, Thành phố Oklahoma. Tại phố trung tâm Thành phố Oklahoma, I-35 có một điểm giao cắt chính với I-40 và các xa lộ nhánh ngắn dẫn vào I-235 qua khu vực trung tâm phía bắc của thành phố.

### Kansas
Giữa ranh giới tiểu bang Oklahoma và thành phố Emporia, I-35 là một bộ phận của Xa lộ thu phí Kansas. Đoạn đường này phục vụ thành phố Wichita và đi qua vùng Flint Hills. Tại Emporia, I-35 tách khỏi xa lộ thu phí. Đoạn đường không thu phí này của I-35 là đường dẫn đến thành phố Ottawa trước khi vào Vùng đô thị Kansas City là nơi nó phục vụ Quận Johnson và Kansas City, Kansas.
Chú ý về xa lộ này là, tại vài điểm giữa Cassoday và Emporia trong khu vực Flint Hills, có các con đường đất ở cả hai chiều được dùng cho các xe tải chở bò đi trực tiếp vào xa lộ mà không qua đường dẫn như thường thấy đối với xa lộ cao tốc.
BETO Junction là một điểm giao cắt xa lộ trong Quận Coffey, Kansas nơi Quốc lộ Hoa Kỳ 75 và I-35 giao cắt nhau. Tên này được ghép lại từ chữ cái đầu tiên của 4 thành phố lớn gần nhất điểm giao cắt này: Burlington, Emporia, Topeka, và Ottawa. Điểm này nằm khoảng 16 dặm (26 km) về phía bắc của thành phố Burlington tại Lối ra số 155.

### Missouri
I-35 vào tiểu bang Missouri 2 dặm về phía tây nam Khu thương mại trung tâm của Kansas City với 6 làn xe. Sau khi nhập với Southwest Trafficway và Broadway, nó trở thành 8 làn xe và tiếp tục lên hướng bắc đến phố chính của Kansas City. Nơi đây, nó phục vụ như đoạn đường phía tây và bắc của xa lộ vành đai quanh Phố chính của Kansas City. Dọc theo rìa phía bắc của xa lộ vành đai, I-35 nhập với I-70 ngay ở phía tây Phố Broadway và có 6 làn xe với tốc độ giới hạn là 45 mph (72 km/h). Ngay khi rời xa lộ vành đai, Xa lộ Liên tiểu bang 29 bắt đầu tại đây và đi trùng với I-35. Hai xa lộ liên tiểu bang cùng băng qua Sông Missouri với nhau trên cầu Bond.
Sau khi qua sông, I-29 và I-35 tách ra. I-35 hướng lên phía bắc đến Cameron, Missouri, và rồi tiếp tục về hướng bắc đến ranh giới tiểu bang Iowa.

### Iowa

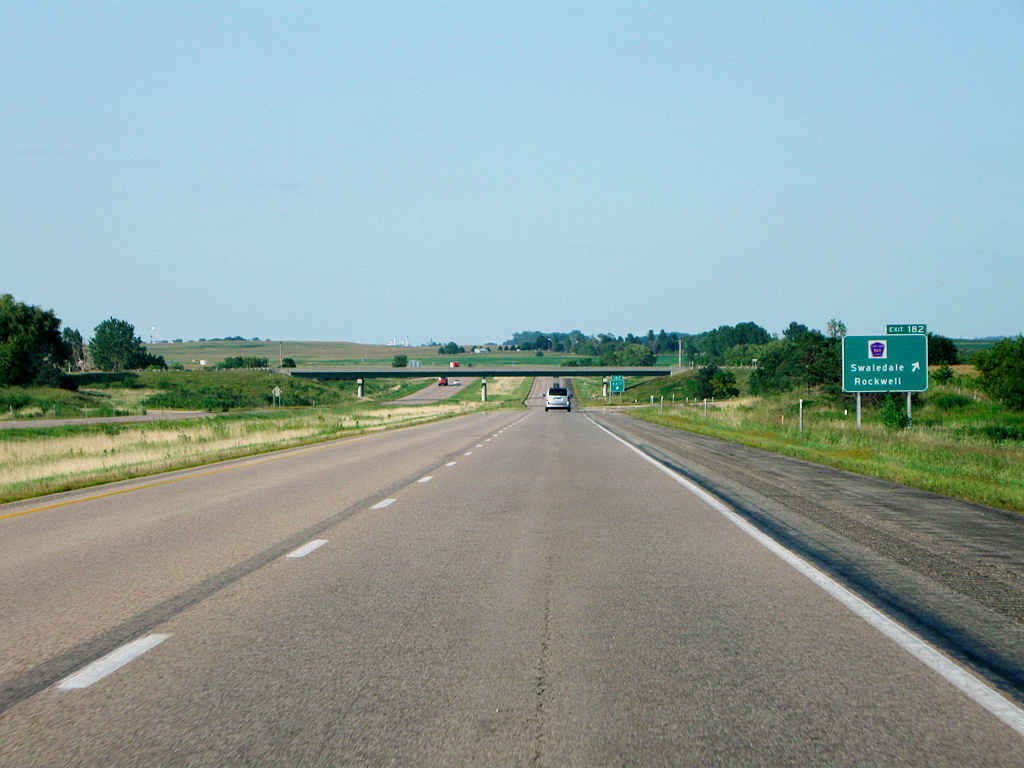
Xa lộ Liên tiểu bang 35 tại Iowa, gần Lối ra số 182. Thị trấn Swaledale khoảng 1 dặm về hướng đông.

I-35 là một bộ phận của Avenue of the Saints (một xa lộ dài 563 dặm) giữa Clear Lake, Iowa và St. Paul, Minnesota. Xa lộ kết nối này rộng bốn làn xe được hoàn thành giữa Clear Lake và Xa lộ Liên tiểu bang 380 tại Waterloo, Iowa.
Trong các đoạn đường phía nam tiểu bang, phần nhiều, I-35 đi song song với Quốc lộ Hoa Kỳ 69.
Tại Des Moines, I-35 có một đoạn trùng dài 12 dặm (19 km) với I-80. Đoạn đường trùng này nằm ở phía tây bắc khu vực phố chính của thành phố. Tại Lối ra 127 của I-80, đoạn đường trùng quay hướng đông và kết thúc tại Lối ra số 137 qua một nút giao thông lập thể với Xa lộ Liên tiểu bang 235.
Phía bắc Des Moines, I-35 phần lớn đi song song với Quốc lộ Hoa Kỳ 69, đi qua một vùng nông thôn rộng lớn của tiểu bang Iowa.

### Minnesota

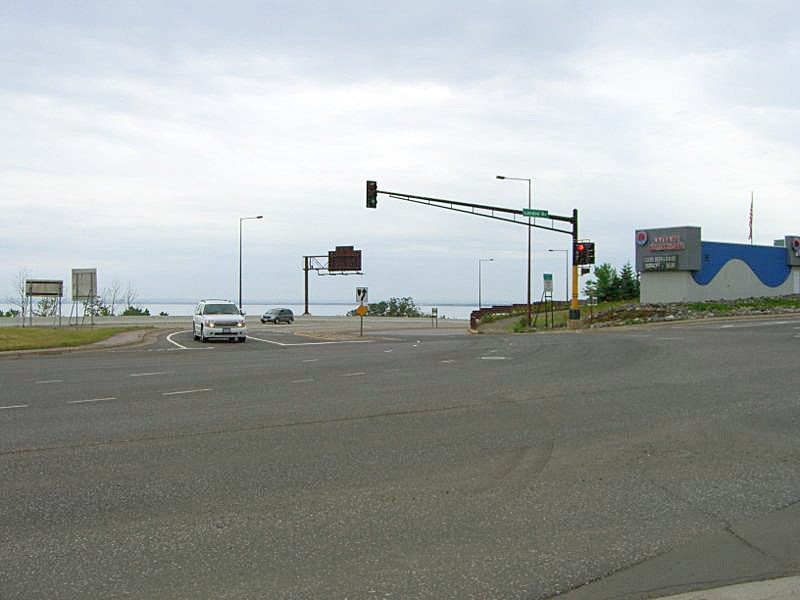
Đầu phía bắc của Xa lộ Liên tiểu bang 35 nằm tại điểm giao cắt với Lộ London (MN 61) tại Duluth, Minnesota

Cả đoạn đường I-35 trong tiểu bang Minnesota từ ranh giới tiểu bang Iowa đến thành phố Duluth được chính thức đặt tên là Xa lộ Red Bull theo tên của Sư đoàn Bộ binh 34 (Red Bull) của Lục quân Hoa Kỳ.
Tại Medford, Minnesota, các nhánh chuyển đường dẫn đến các vòng xoay giao thông, chớ không phải là các điểm giao cắt tiêu chuẩn như thường thấy. Đây là nơi đầu tiên trong tiểu bang được nối liền với một xa lộ lớn bằng cách sử dụng các vòng xoay giao thông.
Một lần nữa I-35 tách thành I-35W và I-35E trong vùng Minneapolis/Saint Paul, Minnesota. Số dặm đường và số lối ra vẫn được đếm tiếp tục dọc theo xa lộ I-35E. Ở một khúc cong gắt trên I-35W gần điểm giao cắt với I-94, biển báo khuyến cáo xe chạy chậm xuống 35 dặm trên giờ (55 km/h) (tuy nhiều người lái xe có thể duy trì vận tốc giới hạn 55 dặm một giờ (90 km/h)). Ngoài ra, không thể đi từ chiều hướng tây của I-94 để đến chiều hướng bắc của I-35W, từ chiều hướng nam của I-35W đến chiều hướng đông của I-94, từ chiều hướng đông của I-94 đến chiều hướng nam của I-35E, và từ chiều hướng bắc của I-35E đến chiều hướng tây của I-94. Nếu muốn thực hiện đổi đường như vừa kể thì người lái xe phải đi vòng vào đường phố và tìm đường ra chiều và xa lộ mình muốn.
Trên I-35E tại Minnesota giữa Xa lộ Tiểu bang Minnesota 5 và Xa lộ Liên tiểu bang 94, cả hai chiều lưu thông, xe tải nặng trên 9.000 lbs (4.082 kg) bị cấm và tốc độ giới hạn giảm xuống còn 45 mph (70 km/h) nhưng hiếm khi người lái xe tuân theo tốc độ giới hạn này. Đoạn này chưa hoàn thành cho đến cuối thập niên 1980 vì có sự chống đối của khu dân cư lịch sử Crocus Hill, chỉ cách xa lộ chừng vài trăm bộ. Kiểu thiết kế "đường công viên" gồm bốn làn xe là một thỏa hiệp giữa hai bên. Xe tải phải đi tránh qua đoạn đường này và được chỉ dẫn sử dụng I-494 và I-694 đến phía đông của thành phố Saint Paul.
I-35 có một nút giao thông khác mức với I-535 / U.S. 53 tại Duluth, Minnesota, được người địa phương gọi là "Can of Worms".
Đầu phía bắc của I-35 nằm tại một điểm giao cắt tại phía đông thành phố Duluth. Người lái xe có các chọn lựa như nhập vào Lộ London Road / Xa lộ Tiểu bang Minnesota 61 đi hướng bắc; đi thẳng qua hệ thống đèn giao thông lên Phố 26 Đông; hay quẹo trái vào Lộ London đi về hướng nam.

## Lịch sử
Một số đoạn của I-35 tại Oklahoma City đã được xây năm 1953, trước khi Hệ thống Xa lộ Liên tiểu bang được lập ra. Đoạn đi qua thành phố Norman, Oklahoma được khánh thành tháng 6 năm 1959. Tại Moore, xa lộ thông xe gồm hai phần: nữa phía bắc nối Moore đến Oklahoma City thông xe tháng 1 năm 1960, nữa phía nam nối Moore đến Norman thông xe vào tháng 6 năm 1967.
I-35 đi qua tiểu bang Oklahoma phần lớn chạy song song với Quốc lộ Hoa Kỳ 77. Phần nhiều là do nỗ lực của các thị trấn Wynnewood, Paoli, và Wayne đấu tranh đòi giữ I-35 gần sát Quốc lộ Hoa Kỳ 77 như có thể. Đây là một thành công vì có lời đe dọa từ thống đốc Henry Bellmon muốn xây một xa lộ thu phí hơn là xây I-35. Lập pháp tiểu bang cũng ngăn cản sử dụng tiền tiểu bang để xây xa lộ liên tiểu bang nếu như nó cách quốc lộ Hoa Kỳ hơn 1 dặm (1,6 km).
I-35 được hoàn thành tại tiểu bang Oklahoma năm 1971 khi những đoạn của xa lộ liên tiểu bang này chạy qua Quận Carter và Quận Murray được thông xe.
Đoạn cuối cùng của I-35 (như dự tính ban đầu) được mở là tại trung bắc tiểu bang Iowa nằm giữa Mason City và Quốc lộ Hoa Kỳ 20 gần Iowa Falls. Đoạn này bị trì hoãn vì có một số tranh cãi. Ban đầu, I-35 được dự tính chạy theo đường của Quốc lộ Hoa Kỳ 69 từ Des Moines cả đường đến ranh giới tiểu bang Minnesota. Tuy nhiên, cộng đồng thương mại của Mason City vận động hành lang để xa lộ được dời gần hơn đến thành phố của họ. Ngày 1 tháng 9 năm 1965, con đường được đổi lại chạy song song với Quốc lộ Hoa Kỳ 65 qua phía bắc tiểu bang Iowa. Việc này làm cho xa lộ gần Mason City nhiều hơn. Tuy nhiên điều này tạo nên một đoạn đường chéo dài đi qua Quận Wright và Quận Franklin. Các nông gia địa phương phản đối vì các nông trại của họ bị cắt thành các mãnh hình tam giác. Kết quả là xảy ra tranh tụng khiến cho I-35 bị trì hoãn vài năm. Tòa án bác bỏ đơn kiện của các nông gia vào tháng 11 năm 1972 và đoạn cuối cùng của I-35 được phép tiến hành xây dựng và sau đó thông xe năm 1975. Một trong những mảnh cuối cùng thách đố đã xảy ra tại thành phố Faribault, Minnesota. Khoảng gần 25 năm, xa lộ I-35 chạy ngang qua thị trấn này và người lái xe phải đối diện với một số đèn giao thông. Năm 1975, xa lộ chạy quanh thành phố Faribault là nơi mà ngày nay người lái xe thật sự có đến 3 lối ra để ghé vào thành phố miền nam này của Minnesota.
Cầu Paseo trên sông Missouri tại Kansas City, Missouri được thay thế bằng Cầu Christopher S. Bond vào tháng 12 năm 2010.

### Vấn đề gây tranh cãi về "Siêu xa lộ NAFTA"

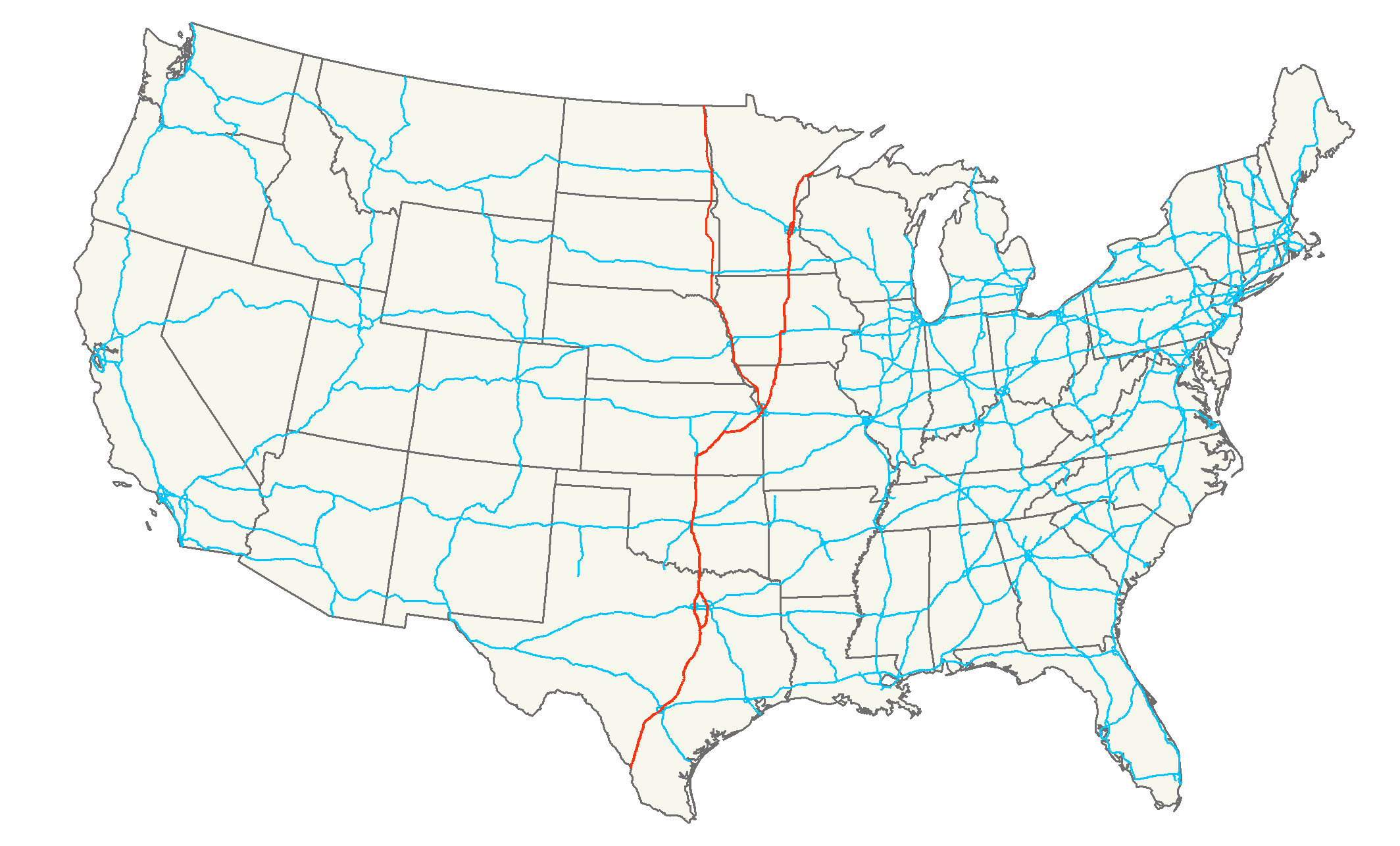
Xa lộ Liên tiểu bang 29 và Xa lộ Liên tiểu bang 35.

Dự án xa lộ thu phí có tên là "Hành lang Liên-Texas" bao gồm một xa lộ được đề nghị, chính yếu chạy song song với I-35 từ biên giới Mexico lên đến ranh giới tiểu bang Oklahoma. Đã có bất đồng lớn rằng liệu siêu xa lộ song song này sẽ gây ảnh hưởng gì đến Xa lộ Liên tiểu bang 35 về mặc giao thông, bảo trì và thương mại.
Hành lang Liên-Texas lần đầu tiên được thống đốc tiểu bang Texas là Rick Perry đề nghị vào năm 2002. Nó bao gồm một xa lộ rộng 1.200 foot (366 mét) mà trên xa lộ này các hệ thống dẫn điện, dầu lửa và nước cũng như đường sắt và dây cáp quang được láp đặt dọc theo nó. Tháng 7 năm 2007, Dân biểu Duncan Hunter thành công trình lên một tu chính án đối với Nghị quyết Hạ viện Hoa Kỳ số 3074, nghiêm cấm Bộ Giao thông Hoa Kỳ sử dụng quỹ liên bang để tham gia vào các hoạt động của "Hiệp đồng Thịnh vượng và An ninh Bắc Mỹ" (Security and Prosperity Partnership of North America). Hunter phát biểu rằng: "Chẳng may, có rất ít điều hiểu biết về Siêu xa lộ NAFTA. Tu chính án này sẽ cung cấp cho quốc hội cơ hội để thực thi việc giám sát xa lộ mà vẫn còn là một đề tài nghi vấn và không chắc chắn, và phải chắc chắn rằng nền an ninh và an toàn của chúng ta sẽ không bị đem ra làm thỏa hiệp để quảng bá cho lợi ích thương mại của những quốc gia láng giềng của chúng ta." Người đồng nhiệm dân biểu và cũng là ứng cử viên tổng thống Ron Paul đã đưa vấn đề này ra công chúng trong một cuộc tranh luận của đảng Cộng hòa trên CNN-YouTube vào tháng 12 năm 2007. Trong cuộc tranh luận đó, ông đã phản bác khái niệm này và gọi nó là Siêu xa lộ NAFTA theo tên của Hiệp định Thương mại Tự do Bắc Mỹ (NAFTA). Giống như Hunter, ông cho rằng xa lộ này nằm trong mục đích tối thượng là thành lập một Liên bang Bắc Mỹ.

## Các điểm giao cắt chính
- Xa lộ Liên tiểu bang 410 tại San Antonio, Texas (hai lần)
- Xa lộ Liên tiểu bang 10 tại San Antonio, Texas
- Xa lộ Liên tiểu bang 37 tại San Antonio, Texas
- Xa lộ Liên tiểu bang 35 tách thành I-35E và I-35W tại Hillsboro, Texas
  - Xa lộ Liên tiểu bang 20 tại Dallas (I-35E) và tại Fort Worth, Texas (I-35W)
  - Xa lộ Liên tiểu bang 30 tại Dallas (I-35E) và tại Fort Worth, Texas (I-35W)
  - Xa lộ Liên tiểu bang 820 tại Fort Worth, Texas (chỉ I-35W)
  - Xa lộ Liên tiểu bang 635 tại Dallas, Texas (chỉ I-35E)
- I-35E và I-35W nhập lại thành I-35 tại Denton, Texas
- Xa lộ Liên tiểu bang 240 tại Oklahoma City, Oklahoma
- Xa lộ Liên tiểu bang 235 tại Oklahoma City, Oklahoma
- Xa lộ Liên tiểu bang 40 tại Oklahoma City, Oklahoma trùng với I-35 khoảng 2 dặm (3 km)
- Xa lộ Liên tiểu bang 44 tại Oklahoma City, Oklahoma trùng với I-35 khoảng 5 dặm (8 km)
- Xa lộ Liên tiểu bang 135 và Xa lộ Liên tiểu bang 235 tại Wichita, Kansas (Xa lộ thu phí Kansas tiếp tục dọc theo I-35 phía đông thành phố Wichita, trong khi I-135 đi qua phố chính của thành phố Wichita)
- Xa lộ Liên tiểu bang 335 tại Emporia, Kansas (I-35 tách từ Xa lộ thu phí Kansas tại điểm này, và I-335 lấy biển tên Xa lộ thu phí Kansas)
- Xa lộ Liên tiểu bang 435 tại Lenexa, Kansas
- Xa lộ Liên tiểu bang 635 tại Kansas City, Kansas
- Xa lộ Liên tiểu bang 670 tại Kansas City, Missouri
- Xa lộ Liên tiểu bang 70 tại Kansas City, Missouri trùng với I-35 giữa Lối ra 2A và 2H
- Xa lộ Liên tiểu bang 29 tại Kansas City, Missouri trùng với I-35 khoảng 6 dặm (10 km)
- Xa lộ Liên tiểu bang 435 tại Kansas City, Missouri
- Xa lộ Liên tiểu bang 80 tại Des Moines, Iowa. I-80 được cắm biển cùng với I-35 khi đi tránh khỏi phố chính của Des Moines khoảng 13 dặm (21 km).
- Xa lộ Liên tiểu bang 235 tại Des Moines, Iowa (hai lần)
- Xa lộ Liên tiểu bang 90 tại Albert Lea, Minnesota
- Xa lộ Liên tiểu bang 35 tách thành I-35E và I-35W tại Burnsville, Minnesota
  - Xa lộ Liên tiểu bang 494 tại Bloomington (I-35W) và Eagan, Minnesota
  - Xa lộ Liên tiểu bang 94 tại Minneapolis (I-35W) và tại Saint Paul, Minnesota (I-35E đi trùng với I-94 một khoảng ít hơn nữa dặm)
  - Xa lộ Liên tiểu bang 694 tại New Brighton (I-35W) và Little Canada, Minnesota/Vadnais Heights, Minnesota (I-35E đi trùng với I-694 ít hơn nữa dặm)
- I-35E và I-35W nhập trở lại tại Columbus, Minnesota
- Xa lộ Liên tiểu bang 535 tại Duluth, Minnesota